# Eso de ser papá
«Eso de ser papá» es un sencillo y la canción #14 del álbum Decisión del grupo de hip hop chileno Tiro de Gracia, publicada el 1999. La base de la canción cuenta con una voz de tenor femenina y guitarra. Es cantada por Lenwa Dura con acompañamientos de Juan Pincel y en menor manera de Zaturno y Explícito. Es una de las últimas canciones en las que colabora Zaturno, debido a su unión un tiempo después a Tapia Rabia Jackson.
La canción trata sobre las relaciones entre los jóvenes en medio de su pubertad, trayendo consigo embarazos accidentales y las consecuencias que traen, principalmente en los suicidios, abortos e inicio en el consumo de drogas.
El tema hace alusión a la realidad que a Juan Sativo y Lenwuadura les tocó vivir, ya que fueron padres antes de los 20 años.
Aparecen los cuatro integrantes del grupo en el video musical, y sigue en gran parte la letra de la canción, sin imágenes explícitas. Tuvo una buena recepción en canales como Vía X y MTV, consolidando el éxito del grupo.